# ديف غارسيا
ديف غارسيا (بالإنجليزية: Dave Garcia)‏ هو لاعب كرة قاعدة أمريكي، ولد في 15 سبتمبر 1920 في سانت لويس الشرقية ‏ في الولايات المتحدة، وتوفي في مايو 2018 في سان دييغو في الولايات المتحدة.

## روابط خارجية
- ديف غارسيا على موقعبيزبول رفرنس.كوم (الدوري الثانوي) (الإنجليزية)